# Zavrelimyia heteroneura
Zavrelimyia heteroneura är en tvåvingeart som först beskrevs av Jean-Jacques Kieffer 1924.  Zavrelimyia heteroneura ingår i släktet Zavrelimyia och familjen fjädermyggor.
Artens utbredningsområde är Tjeckien. Inga underarter finns listade i Catalogue of Life.